# Humberto Solleiro
Humberto Solleiro Rivera, conocido también como "O Chapapote" (Vigo, Pontevedra, 1896 - ibídem, 30 de octubre de 1936), fue un sindicalista de Galicia (España). Participó en la resistencia a la sublevación que dio origen a la guerra civil española en Lavadores, su localidad de residencia, tras lo cual fue capturado por los sublevados y ejecutado pocos meses después. A veces aparece nombrado también como Humberto Solleiros.

## Biografía
Se casó con Urania Mella, activista feminista y de izquierdas, hija del pensador anarquista Ricardo Mella, con la que tuvo cuatro hijos, Humberto, Raúl, Alicia y Concepción (Conchita). Fue trabajador de Tranvías Eléctricos de Vigo. Perteneció desde joven al Consejo Sindical Ferroviario de la UGT en Vigo y a la directiva local de la Asociación de Amigos de la Unión Soviética. Activo sindicalista, combinó su militancia con la promoción del deporte.
Muy integrado en los movimientos sindicales y culturales de su pueblo (en aquel momento Lavadores era un ayuntamiento independiente de Vigo y constituía un suburbio obrero y fabril de aquella), fue presidente de la Sociedad Cultural y Deportiva de Lavadores, sociedad sindicalista dedicada a difundir el deporte juvenil. El grado de movilización política y sindical de la localidad llevó a Lavadores a ser denominado "la Pequeña Rusia".

### Guerra civil española
Tras el golpe de Estado en distintos puntos de España y el protectorado de Marruecos a partir del 17 de julio, la ciudad de Vigo se mantuvo en calma hasta el lunes 20 de julio, cuando una compañía de Infantería dirigida por el capitán Carreró leyó en la Puerta del Sol el bando declarando el estado de guerra. En la contigua Lavadores, la resistencia contra la sublevación se organizó en torno a tres barricadas que pretendían impedir el acceso de los militares sublevados. Solleiro, junto con su esposa, participó en la defensa de una de ellas, la de El Calvario.
Al ser superadas las defensas por los sublevados, Solleiro y su mujer huyeron, pero fueron detenidos en la cercana Redondela. Ambos fueron condenados a muerte por el delito de rebelión, y Solleiro fue ejecutado sumariamente el 30 de octubre de 1936,  mientras que a ella le fue conmutada la pena por la de 30 años de prisión. La causa registrada de la muerte fue una «profusa hemorragia interna». De acuerdo con el libro de Hernán Quijano Galicia mártir, ninguno de los directivos de la Sociedad Deportiva y Cultural de Lavadores sobrevivió a los primeros meses de conflicto, ya fuera porque fueron ejecutados tras un simulacro de juicio o porque fueron "sacados" y asesinados.
Tras la ejecución de Solleiro y el encarcelamiento de Urania Mella, sus cuatro hijos quedaron al cuidado de la familia del primero, la cual, sin embargo, era partidaria de la sublevación.